# Human Powered Health
El equipo masculino Human Powered Health (código UCI: HPM) fue un equipo ciclista profesional estadounidense de categoría UCI ProTeam. Participó en las divisiones de ciclismo de ruta UCI ProSeries, y los Circuitos Continentales UCI, corriendo asimismo en aquellas carreras del circuito UCI WorldTour a las que era invitado.

## Historia
Fue fundado en 2007 y desde entonces tenía la categoría de Continental, participando principalmente del calendario de Estados Unidos así como del UCI America Tour.
En la temporada 2018 el equipo subió de categoría UCI y pasó a Continental Profesional (2.ª división) pudiendo participar mediante invitación en las Grandes Vueltas.
El equipo desapareció a finales del año 2023, quedando únicamente la estructura femenina para 2024.
La formación cuenta también con un equipo profesional femenino integrado por 10 corredoras.

## Material ciclista
El equipo utilizó en 2015 bicicletas LeMond, que ya había utilizado en sus dos primeros años. Anteriormente utilizó Diamond Black (2014), Orbea (2010-2013) y Fisher (2009).

## Clasificaciones UCI
A partir de 2005 la UCI instauró los Circuitos Continentales UCI, donde el equipo está desde que se creó en 2007, registrado dentro del UCI America Tour. Estando en las clasificaciones del UCI America Tour Ranking, UCI Asia Tour Ranking y UCI Europe Tour Ranking. Las clasificaciones del equipo y de su ciclista más destacado son las siguientes:

### UCI America Tour
| Temporada | Clasificación por equipos | Mejor corredor    | Posición |
| 2006-2007 | 9.º                       | Martin Gilbert    | 14.º     |
| 2007-2008 | 8.º                       | David Veilleux    | 25.º     |
| 2008-2009 | 3.º                       | Scott Zwizanski   | 6.º      |
| 2009-2010 | 15.º                      | Ryan Anderson     | 148.º    |
| 2010-2011 | 17.º                      | Alex Candelario   | 116.º    |
| 2011-2012 | 4.º                       | Ken Hanson        | 20.º     |
| 2012-2013 | 2.º                       | Ryan Anderson     | 3.º      |
| 2013-2014 | 2.º                       | Carter Jones      | 11.º     |
| 2015      | 1.º                       | Michael Woods     | 3.º      |
| 2016      | 5.º                       | Evan Huffman      | 19.º     |
| 2017      | 1.º                       | Rob Britton       | 2.º      |
| 2018      | 2.º                       | Rob Britton       | 16.º     |
| 2019      | 2.º                       | Brandon McNulty   | 20.º     |
| 2020      | 2.º                       | Gavin Mannion     | 25.º     |
| 2021      | 1.º                       | Pier-André Côté   | 40.º     |
| 2022      | 1.º                       | Nickolas Zukowsky | 23.º     |
| 2023      | 1.º                       | Pier-André Côté   | 22.º     |

### UCI Asia Tour
| Temporada | Clasificación por equipos | Mejor corredor  | Posición |
| 2008-2009 | 20.º                      | Andrew Bajadali | 56.º     |
| 2009-2010 | 23.º                      | Jesse Anthony   | 83.º     |
| 2010-2011 | 61.º                      | Dan Bowman      | 268.º    |
| 2011-2012 | 32.º                      | Alex Candelario | 71.º     |
| 2012-2013 | 54.º                      | Eric Young      | 167.º    |
| 2018      | 70.º                      | Adam de Vos     | 245.º    |

### UCI Europe Tour
| Temporada | Clasificación por equipos | Mejor corredor        | Posición |
| 2008-2009 | 116.º                     | Ryan Anderson         | 1114.º   |
| 2009-2010 | 80.º                      | Jesse Anthony         | 309.º    |
| 2010-2011 | 105.º                     | Alex Candelario       | 616.º    |
| 2011-2012 | 82.º                      | Ken Hanson            | 269.º    |
| 2012-2013 | 72.º                      | Ken Hanson            | 308.º    |
| 2013-2014 | 125.º                     | Ryan Anderson         | 1057.º   |
| 2015      | 89.º                      | Michael Woods         | 333.º    |
| 2016      | 115.º                     | Will Routley          | 829.º    |
| 2017      | 104.º                     | Adam de Vos           | 793.º    |
| 2018      | 60.º                      | Robin Carpenter       | 352.º    |
| 2021      | -                         | Arvid de Kleijn       | 192.º    |
| 2022      | -                         | Arvid de Kleijn       | 511.º    |
| 2023      | -                         | Stanisław Aniołkowski | 239.º    |

## Palmarés
Para años anteriores, véase Palmarés del Human Powered Health

### Palmarés 2023

#### UCI WorldTour
| Fechas | Carreras | Ganador |

#### UCI ProSeries
| Fechas           | Carreras                       | Ganador       |
| 29 de septiembre | 7.ª etapa del Tour de Langkawi | Sasha Weemaes |

#### Circuitos Continentales UCI
| Fechas    | Circuito             | Carreras                     | Ganador               |
| 3 de mayo | UCI Europe Tour 2023 | 1.ª etapa del Tour de Grecia | Stanisław Aniołkowski |
| 6 de mayo | UCI Europe Tour 2023 | 4.ª etapa del Tour de Grecia | Stanisław Aniołkowski |

#### Campeonatos nacionales
| Fechas      | Carreras                      | Ganador       |
| 25 de junio | Campeonato de Polonia en Ruta | Alan Banaszek |

#### Campeonatos continentales
| Fechas      | Carreras                        | Ganador         |
| 23 de abril | Campeonato Panamericano en Ruta | Pier-André Côté |

## Plantilla
Para años anteriores, véase Plantillas del Human Powered Health

### Plantilla 2023
| Nombre                   | Nacimiento | Nacionalidad   | Equipo 2022                        |
| Kristian Aasvold         | 30/05/1995 | Noruega        | Human Powered Health               |
| Stanisław Aniołkowski    | 20/01/1997 | Polonia        | Bingoal Pauwels Sauces WB          |
| Alan Banaszek            | 30/10/1997 | Polonia        | HRE Mazowsze Serce Polski          |
| Stephen Bassett          | 27/03/1995 | Estados Unidos | Human Powered Health               |
| Charles-Étienne Chrétien | 19/06/1999 | Canadá         | Human Powered Health (stagiaire)   |
| Pier André-Coté          | 24/04/1997 | Canadá         | Human Powered Health               |
| Adam de Vos              | 21/10/1993 | Canadá         | Human Powered Health               |
| Paul Double              | 25/06/1996 | Reino Unido    | Human Powered Health (stagiaire)   |
| Matthew Gibson           | 02/09/1996 | Reino Unido    | Human Powered Health               |
| Cory Greenberg           | 23/01/1988 | Estados Unidos | Team Dauner \| Akkon               |
| Chad Haga                | 26/08/1988 | Estados Unidos | Human Powered Health               |
| Gage Hecht               | 18/02/1993 | Estados Unidos | Human Powered Health               |
| August Jensen            | 29/08/1991 | Noruega        | Human Powered Health               |
| Colin Joyce              | 06/08/1994 | Estados Unidos | Human Powered Health               |
| Wessel Krul              | 28/01/2000 | Países Bajos   | Human Powered Health               |
| Bart Lemmen              | 14/10/1995 | Países Bajos   | VolkerWessels Cycling Team         |
| Scott McGill             | 20/09/1998 | Estados Unidos | Wildlife Generation Pro Cycling    |
| Barnabás Peák            | 29/11/1998 | Hungría        | Intermarché-Wanty-Gobert Matériaux |
| Benjamin Perry           | 07/03/1994 | Canadá         | WiV SunGod                         |
| Sebastian Schönberger    | 14/05/1994 | Austria        | B&B Hotels-KTM                     |
| Embret Svestad-Bårdseng  | 01/09/2002 | Noruega        | Team Coop                          |
| Gijs Van Hoecke          | 12/11/1991 | Bélgica        | AG2R Citroën Team                  |
| Sasha Weemaes            | 09/02/1998 | Bélgica        | Sport Vlaanderen-Baloise           |